# 日本ペットオーナーズクラブ
株式会社日本ペットオーナーズクラブ（にほんペットオーナーズクラブ）は、本社機能を東京都千代田区に置き、ペット共済制度を運営していた企業。
「人と動物との絆」を大切に、飼い主とペット（犬・猫）が共に健康で潤いのある共生社会の実現を願い、クラブを創り、ペット共済制度（治療費の補填を目的）ならびに会員サービスや、主旨に賛同する企業とのコラボレーションを行い、各種事業等を行っている。
1993年12月に日本ペットオーナーズクラブを東京都新宿区に創設し、クラブ会員へのサービスに関するテスト業務を開始、マーケティング調査を開始。その間、日本を代表する獣医師と出会い、多くの指導を受けるとともに、数十名の獣医師の協力により商品を開発する。
1995年10月に犬・猫を対象としたペット専用医療共済、ペット入院共済制度の運営を開始する。
1998年11月に世界最大級のアメリカの保険機構と共済金の支払いに関する業務提携（再保険契約）を結び、1999年1月にペット健康共済事業を本格的に展開。
2001年1月にペット用のガン共済の販売を開始。2002年3月にヨーロッパ大手再保険会社（ダブルA）と業務提携（再保険契約）。
2005年7月の保険業法改正により無認可共済が制度上廃止になったため、ペット専門の少額短期保険であるペット&ファミリー少額短期保険を2006年11月に設立、当社創業社長の野川亮輔が同社初代社長に就任し、2007年3月をもってペット共済制度の販売を中止した。
その後野川はペット&ファミリー少額短期保険を辞任し、現在は同社の代理店としての活動を中心に行っている。